# Сакраменто (Калифорния)
Сакраме́нто (англ. Sacramento [ˌsækrəˈmɛntoʊ], исп. произношение: [sakɾaˈmento], в переводе с испанского «религиозное таинство») — город на западе США на месте впадения реки Американ-Ривер в реку Сакраменто, столица штата Калифорния и округа Сакраменто, основан в декабре 1848 года Джоном Саттером-младшим — сыном иммигранта из Швейцарии, который основал первое белое поселение в этом регионе.

## История
До начала европейской колонизации территория речной долины была населена индейскими племенами найсенаны и мивоки, занимавшимися охотой и собирательством.
В 1799 (по другим данным — 1808) году долина была исследована испанским путешественником Габриэлем Морагой. Восхищённый красотой и изобильностью природы, Морага воскликнул «¡Es como el sagrado sacramento!» (букв. — Это словно святые дары!), откуда и пошло название местности.
Правительство Мексики, которой формально принадлежала территория, не уделяло никакого внимания её развитию. В итоге первым европейцем, основавшим здесь поселение, стал в 1839 году иммигрант из Листаля Джон Саттер. Посёлок, первоначально называвшийся просто лесопилка Саттера, в дальнейшем получил название Новая Гельвеция (в честь древнего названия Швейцарии).

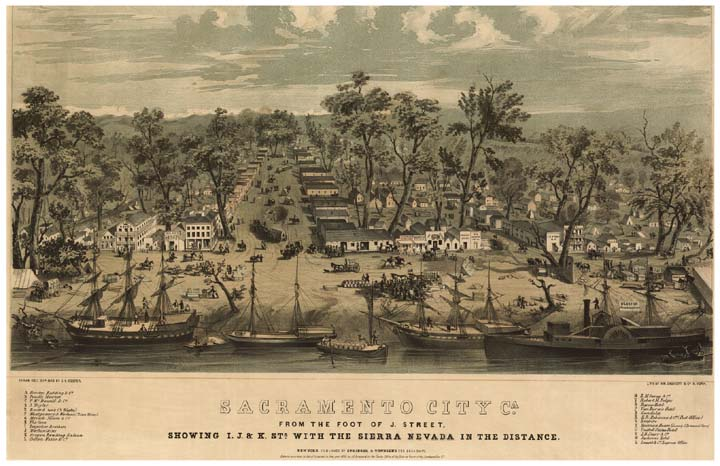
Сакраменто, 1849 год

Во времена Калифорнийской «золотой лихорадки» 1849 года Сакраменто стал центром района старателей. Сын Джона Саттера, Джон Саттер-младший, в декабре 1848 года основал неподалёку новый посёлок для прибывающих старателей, назвав его Сакраменто по имени долины. Новое поселение оказалось заметно успешнее Новой Гельвеции, что омрачило отношения между старшим и младшим Саттерами. В 1849 году на общем собрании горожан был принят городской устав, а 27 февраля 1850 года он был утверждён законодательным собранием штата Калифорния. В течение 1850-х годов Сакраменто пережил несколько серьёзных наводнений, пожаров и эпидемий холеры. Тем не менее, благодаря удачному расположению города его население быстро возрастало, и к 1860 году превышало 10 000 человек.
Законодательное собрание Калифорнии собиралось в различных городах штата, в том числе и в Сакраменто (первый раз — 1864 году[уточнить]). Такая нестабильность затрудняла работу собрания, и в 1879 году оно объявило Сакраменто постоянной столицей штата.
В 2022 году город был награждён премией «All-America City Award» (с англ. — «Всеамериканский город») присуждаемой Национальной гражданской лигой, которую неофициально называют «Нобелевской премией за конструктивное гражданство» и которая выдается за активную гражданскую позицию жителей некорпоративных сообществ Соединённых Штатов в жизни местного самоуправления.

## География и климат

### Географические сведения
Город расположен в долине реки Сакраменто, в районе слияния Сакраменто и Американ-Ривер, в предгорьях Сьерра-Невада. На протяжении всей истории города наводнения представляли серьёзную угрозу для его жителей, поэтому значительная часть земель к западу от исторического центра Сакраменто не застроена (в связи с регулярными затоплениями). Пригороды Сакраменто простираются почти на 50 километров на восток, до подножия гор Сьерра-Невада, и всего на 6 километров на запад. Уровень грунтовых вод в долине довольно высок и составляет в среднем 9 метров.

### Климат
Сакраменто находится в средиземноморском климате с короткой, иногда дождливой зимой (со второй половины декабря и до начала февраля) и жарким, сухим и абсолютно безоблачным небом летом. Зимой и ранней весной возможны туманы, в то время как с июня по сентябрь город является одним из самых солнечных в США. Лето жаркое и сухое. Днём температура воздуха в среднем 35-40 градусов, ночью температура воздуха 17-25 градусов.
| Показатель                    | Янв. | Фев. | Март | Апр. | Май  | Июнь | Июль | Авг. | Сен. | Окт. | Нояб. | Дек. | Год  |
| ----------------------------- | ---- | ---- | ---- | ---- | ---- | ---- | ---- | ---- | ---- | ---- | ----- | ---- | ---- |
| Абсолютный максимум, °C       | 23,3 | 24,4 | 31,1 | 35,0 | 40,6 | 46,1 | 45,6 | 43,3 | 42,2 | 40,0 | 30,6  | 22,8 | 46,1 |
| Средний суточный максимум, °C | 12,1 | 15,7 | 18,4 | 21,7 | 26,6 | 30,6 | 33,4 | 32,9 | 30,7 | 25,3 | 17,7  | 12,2 | 23,1 |
| Средняя температура, °C       | 7,9  | 10,4 | 12,6 | 14,8 | 18,6 | 21,9 | 24,0 | 23,7 | 21,9 | 17,7 | 11,8  | 7,9  | 16,1 |
| Средний суточный минимум, °C  | 3,8  | 5,2  | 6,7  | 7,9  | 10,6 | 13,2 | 14,7 | 14,4 | 13,2 | 10,1 | 6,0   | 3,6  | 9,1  |
| Абсолютный минимум, °C        | −6,7 | −5   | −3,3 | −0,6 | 1,1  | 5,0  | 8,9  | 8,9  | 5,6  | 1,7  | −3,3  | −7,8 | −7,8 |
| Норма осадков, мм             | 93   | 88   | 70   | 29   | 17   | 5    | 0    | 1    | 7    | 24   | 53    | 83   | 470  |
| Источник: Погода и климат     |      |      |      |      |      |      |      |      |      |      |       |      |      |

## Население
По состоянию на 2012 год в Сакраменто проживало 477 891 человек (6-е место в Калифорнии, 35-е в США), имелось 174 624 домохозяйства и 103 730 семей.
Расовый состав населения:
- белые — 34,5 % (в 1970 — 71,4 %)
- латиноамериканцы — 26,9 %
- азиаты — 17,8 %
- афроамериканцы — 16,6 %
- индейцы — 1,1 %

Почти четверть населения города (22,6 %) составляют мексиканцы. Китайская община (4,2 %) Сакраменто является одной из старейших в США, большая её часть сформировалась ещё в период опиумных войн.
Среднегодовой доход на душу населения составляет 18 721 доллар США (данные 2000 года). Средний возраст горожан — 33 года. Уровень преступности высокий (почти в два раза выше среднего по США).

## Городское управление и политика
Органы городского управления включают в себя мэра и муниципальный совет. Мэр избран общегородским голосованием. Муниципальный совет Сакраменто состоит из восьми членов, которые избираются по округам (районам) города.

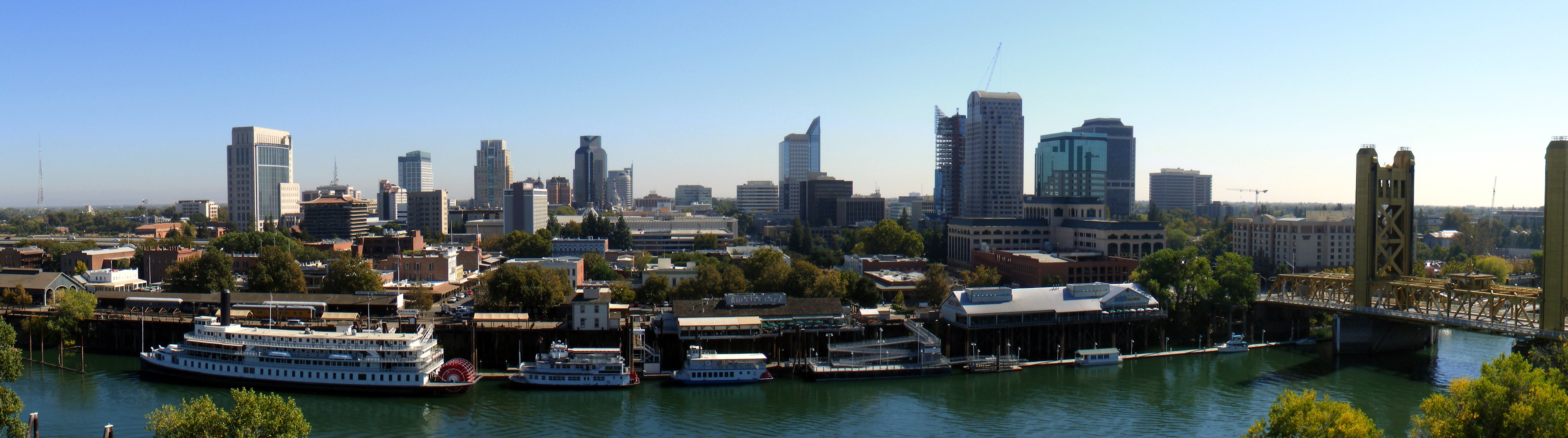
Панорамный вид центра города Сакраменто

В законодательном собрании штата Калифорния, Сакраменто расположен в 6-м избирательном округе сената, представленным демократом Дарреллом Стайнбергом, а также в 5-м, 9-м, и 10-м избирательных округах ассамблеи, представленных республиканцем Роджером Ньельо, и демократами Дэйвом Джонсом, и Ализоном Хубером, соответственно. По принципу федерации большая часть Сакраменто расположена в 5-м избирательном округе по выборам в конгресс Калифорнии и представлена демократом Дорис Мацуи. Часть Сакраменто расположена в 3-м избирательном округе по выборам в конгресс Калифорнии, представленном республиканцем Дэном Лангреном.

## Экономика
Основой экономики Сакраменто являются сектор государственного управления (так, например, только в расположенных в городе органах власти штата Калифорния занято свыше 73 тысяч человек), здравоохранение, образование, электроника и информационные технологии.
В городе расположены штаб-квартиры компаний Sutter Health, Blue Diamond Growers, Aerojet Rocketdyne, Teichert и The McClatchy Company. Корпорация Intel имеет значительные производственные мощности в окрестностях города (около 6000 сотрудников). Компания по онлайн-торговле Amazon имеет в городе два центра обработки заказов — SMF1 и SMF6, которые расположены рядом с международным аэропортом Сакраменто.

## Транспорт
В 16 километрах к северо-западу от центра города расположен Международный аэропорт Сакраменто (IATA: SMF, ICAO: KSMF) с пассажирооборотом около 9 млн человек в год. Из аэропорта выполняются рейсы во все крупнейшие города США, а также в Гвадалахару. Для международных рейсов горожане обычно пользуются аэропортом Сан-Франциско. В центре Сакраменто находится аэропорт местных сообщений, обслуживающий деловые и частные авиарейсы. Недалеко от города располагалась крупная военно-воздушная база «McClellan Air Force Base».

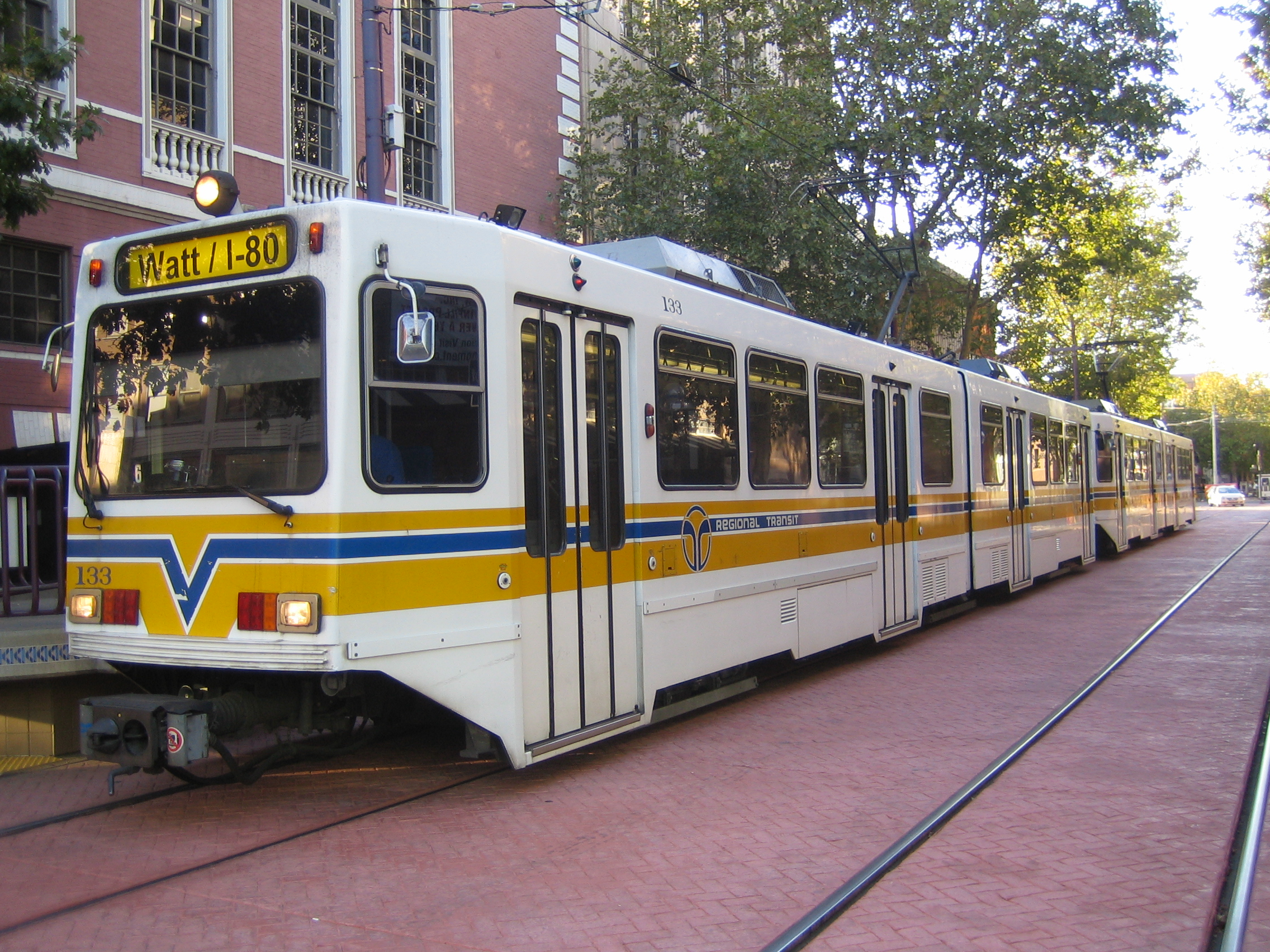
Скоростной трамвай в центре города

В 1963 году был сооружен искусственный судоходный канал, соединивший порт Сакраменто с гаванью Сан-Франциско и Тихим океаном, что позволяет морским судам заходить в городской порт.
Железнодорожная станция Сакраменто является 7-й по загруженности пассажирской станцией в США. Помимо пригородных поездов из Сан-Франциско и городов Калифорнийской долины, сюда прибывают составы дальнего следования из Сиэтла, Лос-Анджелеса, Солт-Лейк-Сити, Денвера и Чикаго.
Через город проходят межштатные шоссе I-5 и I-80.
Общественный транспорт в Сакраменто и близлежащих населённых пунктах обеспечивается организацией Sacramento Regional Transit District, управляющей 69 автобусными маршрутами и 3 ветками легкорельсового транспорта. С ежегодным пассажирооборотом около 33 млн человек, SRTD является 11-й по загруженности системой общественного транспорта в США.

## Культура и достопримечательности
В Сакраменто находится железнодорожный музей «The California State Railroad Museum», а также Художественный музей Крокера. В Сакраменто есть своя балетная труппа, симфонический оркестр и несколько театров. В городе 80 парков. Самый большой из них, «William Land Park», занимает площадь 96 гектаров и включает поля для гольфа и зоопарк, в котором собраны 450 видов различных животных и птиц.

## Спорт
В городе базируется баскетбольная команда «Сакраменто Кингз», которая выступает в Национальной баскетбольной ассоциации.

## Города-побратимы
- Республика Корея: Сеул
- Молдова: Кишинёв
- Швейцария: Листаль
- Филиппины: Манила
- Япония: Мацуяма
- Китай: Цзинань
- Новая Зеландия: Гамильтон
- Украина: Сумы[5]